# Goyescas (Granados)
|  | Aquest article tracta sobre l'òpera d'Enric Granados. Vegeu-ne altres significats a «Goyescas». |

Goyescas és una òpera en un acte i tres escenes amb música d'Enric Granados i llibret de Fernando Periquet y Zuaznabar. Va ser creada emprant la música de l'obra homònima per a piano de Granados.

## Origen i context
Poc després de l'estrena de la suite per a piano Goyescas al Palau de la Música Catalana de Barcelona l'11 de març de 1911, Granados conegué Ernest Schelling i aquest darrer esdevingué el valedor de la seva música allà on anava. Via Schelling, Granados va conèixer l'editor musical novaiorquès Rudolph Schirmer, amb qui l'any 1913 signà un contracte de dos anys per valor de 6.000 francs cada any en concepte dels drets d'autor de totes les obres que compongués durant aquell període. Granados quedà profundament agraït a Schelling, qui llavors ja estava al corrent que Granados estava component una òpera. Periquet també hauria animat al compositor lleidatà a emprendre el projecte, en tant que estaria especialment interessat en elaborar-ne el llibret.
La font d'inspiració, tant del conjunt d'escenes de l'obra per a piano com de la subsegüent òpera són les pintures de Francisco Goya, subtitulades Los majos enamorados ("Els galants enamorats"). L'òpera es basà en els temes de la suite, que foren orquestrats i adaptats per al cant, afegint una mínima quantitat de música original. El llibret hagué de ser escrit per a encaixar el text en les melodies preexistents, al contrari del que és habitual. Així doncs, quan Periquet s'incorporà al projecte, generà un argument en forma de poema narratiu, servint-se de les formes del romance i la seguidilla, i després que Granados hagué acabat la música, fou el moment de transformar l'argument en un text que coincidís amb les notes.
Granados emprà gairebé tota la suite per a piano a l'òpera, exceptuant la Serenata del espectro, perque considerava que no encaixava amb l'argument. A més, també aprofità fragments de El pelele, les Tonadillas i Los Ovillejos, però no obstant això també creà música nova, especialment als intermezzos que separen cada escena. El compositor feu relativament pocs canvis a la música per a piano, que transformà en una òpera servint-se d'una tècnica anomenada violinata, força emprada per Giacomo Puccini. De fet, les principals diferències entre la suite per a piano i l'òpera es troben a les nombroses diferències a les alteracions.
L'obra s'hauria d'haver estrenat a Barcelona durant la temporada 1914-1915, però les dificultats que es presentaren forçaren Granados a buscar un teatre a l'estranger. Schelling el posà en contacte amb Emilio de Gogorza, un baríton hispanoamericà que al seu torn el presentà a Jacques Rouché, llavors director de l'Òpera de París, que acceptà d'estrenar Goyescas, adquirint en exclusiva els drets de l'estrena. Tanmateix, l'estrena hagué de retardar-se de manera indefinida arran de l'esclat de la Primera Guerra Mundial i, en el seu lloc —novament via les gestions de Schelling, i després que Granados hagué renegociat amb Rouché els drets de l'estrena a nivell europeu—, l'òpera fou estrenada al Metropolitan Opera de Nova York, el 28 de gener de 1916, sota la direcció de Gaetano Ravagnoli. Va rebre una càlida acollida per part del públic. L'èxit feu que el compositor fos rebut pel president Woodrow Wilson, per a donar un recital de piano a la Casa Blanca. Acceptant aquesta invitació, Granados hagué de posposar el seu retorn a Europa. Ell i la seua muller moriren en el naufragi provocat pel torpedinament del vaixell en què viatjaven, el Sussex, atacat per un vaixell de guerra alemany. El pla de viatge original hauria evitat la tragèdia.

## Estructura i argument
Goyescas és una òpera d'un acte, dividit en tres escenes, separades per intermezzos. Els rols principals els interpreten una soprano (Rosario), una mezzosoprano (Pepa), un tenor (Fernando) i un baríton (Paquiro), acompanyats d'un cor. L'obra se situa a Madrid al voltant de 1880.

### Escena 1
L'òpera comença amb una reunió de majos i majas gaudint d'una festa en un paratge de la rodalia de Madrid. Alguns d'ells estan enlairant un pelele (home de drap) amb un llençol, un entreteniment popular. Pepa, l'actual amant de Paquiro, arriba amb la seua calessa, i poc després arriba un palanquí que porta la gran dama, Rosario, per a veure's amb el seu promès, Fernando, el capità de la Guàrdia Reial.
Per bé que els personatges pràcticament no interactuen a l'escena (bona part dels diàlegs són, de fet, pensaments en veu alta) Paquiro provoca la gelosia de Fernando en invitar Rosario a un baile de candil al qual ella, va assistir una vegada en el passat. Fernando accepta la invitació, però afirma que Rosario hi assistirà amb ell. Pepa, enrabiada, jura venjar-se de Rosario.

### Escena 2
Fernando porta Rosario al ball. El capteniment arrogant de Fernando i les seues paraules de menyspreu ofenen els majos i les majas. Pepa insulta Fernando, acusant-lo de bogeria, i en l'excitació Rosario s'esvaneix. Fernando i Paquiro es repten a un duel.

### Escena 3
Rosario espera Fernando al seu jardí, quan aquest arriba hi ha una escena d'amor apassionat entre els amants. Però Fernando ha d'anar-se'n; l'espera el duel amb Paquiro. En el duel, Fernando és ferit mortalment i mor entre els braços de Rosario.